# Dorika rosario
Dorika rosario là một loài bướm đêm trong họ Noctuidae.